# TOKIO VIDEO CLIP SELECTION
『TOKIO VIDEO CLIP SELECTION』（トキオ・ビデオ・クリップス・セレクション）は、TOKIOのミュージッククリップ集。1996年12月23日にSony Recordsより発売された。

## 概要
正式名称は「TOKIO VIDEO CLIP SELECTION 1994-1996」。
デビュー曲「LOVE YOU ONLY」から「ありがとう…勇気」までのシングルA面曲のPV映像と、「世界の屋根」のビデオクリップを収録したTOKIO初のミュージッククリップ集。
元々プロモーションビデオが存在しないため「ハートを磨くっきゃない」と「好きさ 〜Ticket To LOVE〜」のみ未収録であるが、「好きさ 〜Ticket To LOVE〜」はオープニング映像のBGMとして使用されているほか、CM映像が収録されている。

## 収録曲
1. OPENING (好きさ 〜Ticket To LOVE〜)
2. LOVE YOU ONLY
3. 明日の君を守りたい 〜YAMATO2520〜
「TOKIO in YAMATO2520 〜YAMATO2520テーマソングス〜」に収録された物と同じだが、YAMATO2520の映像がカットされている。
4. うわさのキッス
5. SoKoナシLOVE
6. 風になって
2番の歌詞の一部が省略されている。
7. MAGIC CHANNEL
レコーディング映像とコンサート映像が交互に流れる。CDに収録されているものと違いラストの山口のソロパートが1回で終わる。
8. ありがとう…勇気
9. 世界の屋根
フジテレビ系アトランタ五輪中継番組のエンディングの映像を収録。
10. ENDING (ありがとう…勇気 〜Hyper Energy Mix〜)